# كهف آثوس الجديد
كهف آثوس الجديد (بالأبخازية: Афон Ҿыцтәи аҳаҧы)‏ (بالجورجية: ახალი ათონის მღვიმე) (بالروسية: Новоафонская Пещера)‏ هو كهف كارست في جبل إيفريان في أبخازيا (جورجيا) بالقرب من آثوس الجديدة [الإنجليزية]. إنه أحد أكبر الكهوف في العالم حيث يبلغ حجم فراغه حوالي 1،000،000 متر مكعب.

## نظرة عامة
كانت الهاوية على منحدر جبل إيفريان معروفة على مر العصور، ويشار إليها باسم «الحفرة التي بلا قاع». تم استكشافه في عام 1961 من قبل بعثة استكشافية مكونة من أربعة أفراد: زوراب تينتيلوزوف، وأرسين أوكروجاناشفيلي، وبوريس جرجيدافا، وجيفي سمير.
منذ عام 1975، كانت منطقة جذب سياحي رئيسية، حيث تضم سكك حديدية تحت الأرض. يتكون الكهف من 9 تجاويف رئيسية.

## معرض الصور
- الهيكل العظمي
- قطار إي بي في مترو كهف آثوس الجديد
- قطار إي بي-563 في مترو كهف آثوس الجديد

## وصلات خارجية
- باللغة الروسية New Athos Cave home page
- New Athos Cave at showcaves.com